# باميلا فيلوريسي
ماريا باميلا فيلوريسي هي ممثلة مسرحية وسنيمائية إيطاليةوممثلة تلفزيونية ايضا ولدت في مدينة براتو يوم 1 جانفي 1957 . قدمت أكثر من 100 عمل مسرحي و أكثر من 30 فيلما.

## اعمال شاركت فيها
- ايل ترافيكوني (1974)
- ماركو فيسكونتي (1975، مسلسل تلفزيوني)
- الرذائل الخاصة والملذات العامة (1976)
- خذ كل مني (1976)
- أخبرني أنك تفعل كل شيء من أجلي (1976)
- الجابيانو (1977)
- صليب الصحراء (1978)
- ليغابو (1978)
- لعبة خطيرة (1979)
- الهدف (1979)
- روعة (1989)
- الشمس تشرق أيضًا في الليل (1990)
- حياة عنيفة (1990)
- بومارو (1990)
- مصرفيو الله: قضية كالفي (2002)
- Amici miei – Come tutto ebbe inizio (2011)
- الجمال العظيم (2013)
- لقد قتلت نابليون (2015)
- يوتوبيا (2018)

## روابط خارجية
- باميلا فيلوريسي في قاعدة بيانات الأفلام على الإنترنت